# Трое вышли из леса
«Трое вышли из леса» — советский художественный фильм 1958 года.

## Сюжет
В основе сюжета фильма драматическая история, начавшаяся во время Великой Отечественной войны. Командир партизанского отряда посылает на задание троих бойцов — Юлию Титову, Павла Строганова и Сергея Кошелева. Вскоре после их ухода партизанский отряд был полностью уничтожен немецкими карателями. Уже после окончания войны органы государственной безопасности выясняют, что партизанский отряд уничтожен в результате предательства, в котором подозревают одного из тех троих выживших бойцов. В результате сложной и многоступенчатой проверки следователь выясняет все подробности и находит виновного.

## В ролях
- Лидия Смирнова — Юлия Титова
- Валентин Зубков — Сергей Кошелев
- Михаил Погоржельский — Павел Строганов
- Борис Смирнов — следователь МГБ
- Евгений Буренков — Скворцов
- Зоя Степанова — Кира
- Игорь Смысловский — собеседник в ресторане

### Вокал
- Михаил Новохижин — песня «Молодая заря занялась вдали» (В. Баснер — М. Светлов)

## Съёмочная группа
- Режиссёр Константин Воинов
- Сценаристы Иосиф Ольшанский, Нина Руднева
- Оператор Анатолий Кузнецов

## Технические данные
Чёрно-белый, звуковой.